# WICB Regional Super50 2019/20
Der WICB Regional Super50 2019/20 war die 46. Austragung des nationalen List A Cricket-Wettbewerbes in den West Indies. Der Wettbewerb wurde zwischen dem 6. November und 1. Dezember 2019 zwischen sechs Regional-Vertretungen der West Indies und vier weiteren Auswahlteams ausgetragen. Im Finale konnte sich das West Indies Emerging Team gegen die Leeward Islands mit 205 Runs durchsetzen.

## Format
Die zehn Mannschaften spielten in zwei Gruppe zweimal gegen jede andere Mannschaft. Für einen Sieg gibt es vier Punkte, für ein Unentschieden oder No Result zwei und für eine Niederlage keinen Punkt. Die jeweils beiden erstplatzierten einer Gruppe qualifizierten sich für das Halbfinale, deren Sieger das Finale austrugen.

## Gruppenphase

### Gruppe A
Tabelle
| Teams                          | Sp. | S | N | NR | P  | NRR    |
| ------------------------------ | --- | - | - | -- | -- | ------ |
| Barbados                       | 8   | 6 | 2 | 0  | 24 | +1.126 |
| Leeward Islands                | 8   | 6 | 2 | 0  | 24 | +0.707 |
| Jamaika                        | 8   | 4 | 4 | 0  | 16 | +0.146 |
| Kanada                         | 8   | 2 | 6 | 0  | 8  | −0.613 |
| Combined Campuses and Collages | 8   | 2 | 6 | 0  | 8  | −1.262 |

### Gruppe B
Tabelle
| Teams                     | Sp. | S | N | NR | P  | NRR    |
| ------------------------- | --- | - | - | -- | -- | ------ |
| Trinidad und Tobago       | 8   | 7 | 1 | 0  | 28 | +0.930 |
| West Indies Emerging Team | 8   | 4 | 3 | 1  | 18 | −0.200 |
| Guyana                    | 8   | 4 | 4 | 0  | 16 | −0.041 |
| Windward Islands          | 8   | 2 | 5 | 1  | 10 | −0.385 |
| Vereinigte Staaten        | 8   | 2 | 6 | 0  | 8  | −0.271 |

## Halbfinale
| 28. November Scorecard | Port of Spain | Barbados 119 (31.3)                             | – | West Indies Emerging Team 112-7 (38.4/43) |
|                        |               | West Indies Emerging Team gewinnt mit 3 Wickets |   |                                           |

| 29. November Scorecard | Port of Spain | Trinidad und Tobago 268-8 (50)        | – | Leeward Islands 269-6 (49.3) |
|                        |               | Leeward Islands gewinnt mit 4 Wickets |   |                              |

## Finale
| 1. Dezember Scorecard |  | West Indies Emerging Team 293-7 (50)           | – | Leeward Islands 88 (26.5) |
|                       |  | West Indies Emerging Team gewinnt mit 205 Runs |   |                           |